# Abadía de Affligem

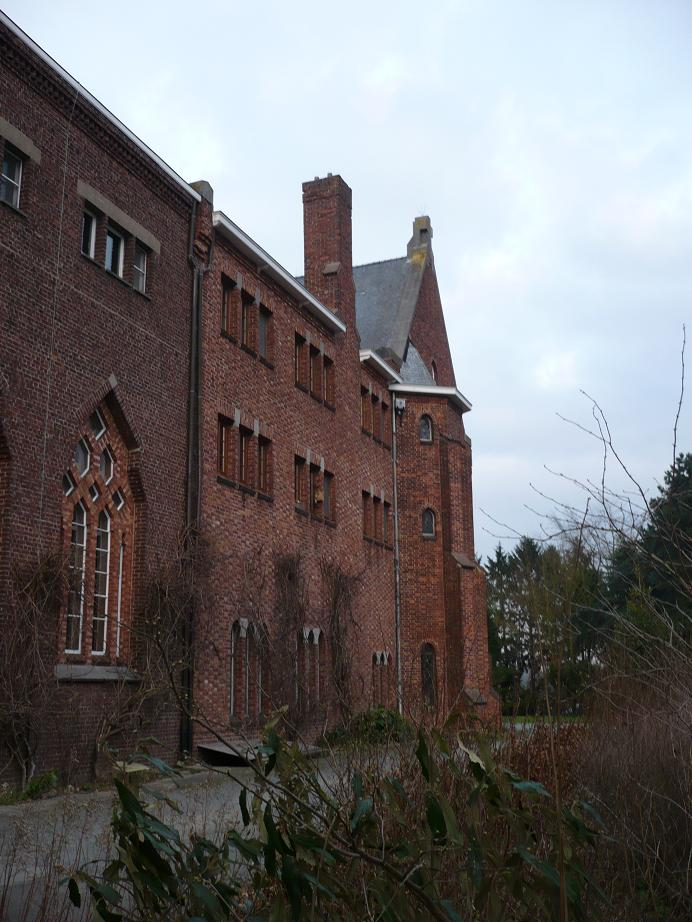
Abadía de Affligem.

La abadía de Affligem es una abadía benedictina en Bélgica. Durante el período en que funcionó como abadía familiar de los duques de Brabante se le llamó Primaria Brabantiae (la Superior de Brabante). En la crónica de San Lutgardis (aprox. 1200) se le llamó el Espejo para todas las abadías.
En la abadía se producen, entre otras cosas, queso y una de las cervezas más reconocidas de Bélgica.

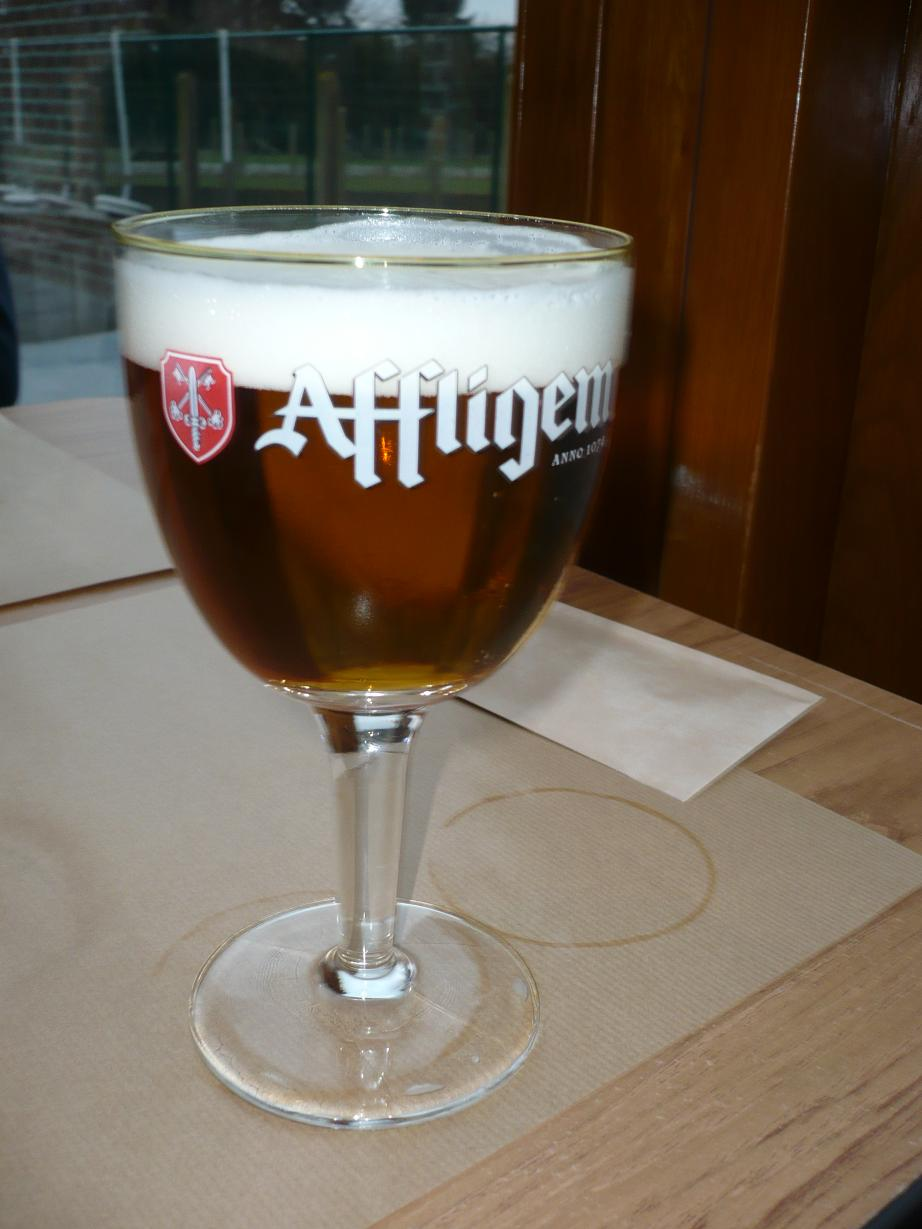
Cerveza de Affligem.

## Historia de la construcción
La abadía se constituyó a partir de una comunidad de eremitas, probablemente el 28 de junio de 1062. Estos eremitas habrían sido caballeros que se habían arrepentido de su vida violenta. Su gran benefactor fue el Conde Palatino Herman II de Lotaringia († 1085). A través de su representante, el arzobispo Anno II de Colonia (1056-1075), dio el permiso a los eremitas para constituir una comunidad en su dominio de Affligem. Quizás es ese duque el protector de la primera comunidad de la Iglesia de San Pedro (1083). El día de la coronación del emperador alemán Enrique IV el 31 de marzo de 1084 en Roma, dio también su propiedad en Affligem para la creación formal de la abadía con una orden regular. 
La abadía adoptó la regla de san Benito en 1086.
La abadía fue nuevamente favorecida en 1086 por el sucesor del duque en Brabante, el conde Enrique III de Lovaina.
Los condes de Brabante (más tarde duques de Brabante y de la Lotaringia Baja; igualmente condes de Lovaina) se convirtieron en protectores de esta abadía en 1085/1086. Varios miembros de sus familias están sepultados en la iglesia de la abadía, incluyendo a la Reina Adeliza de Inglaterra (muerta en 1151), así como su padre, el duque Golfrey I de Lovaina (muerto en 1139).
Durante el siglo XII la abadía fue conocida por su riguroso seguimiento de la disciplina de las reformas cluniacas.
Un monje de gran reputación en este período fue Juan (¿Cotton?), cuyo tratado "de Arte Música" (c1100-1121) es una de las tesis
musicales más tempranas, tratando el uso eclesiástico de la monodia en el órgano y las raíces de la polifonía.

### Affligem como abadía arzobispal
La construcción benedictina conoció su mayor expansión durante el primer siglo de su existencia.
Se construyeron las priorías de Neerwaver (por el 1093), Frasnes-lez-Gosselies (1099) y Bornem (1120) poco después de
su creación. En el transcurso de los siglos XII y XIII se establecieron otras abadías organizadas a partir de Affligem: 
Sint-Andries en Brujas, la abadía Maria Laach en el Rin, la de Vlierbeek en Lovaina, así como los monasterios benedictinos de Vorst y Groot-Bijgaarden.
En el siglo XIV Affligem estaba conectada por medio de comunidades de oración con no menos de 62 monasterios. 
A partir del siglo XV fungieron como representantes en los Estados de Brabante. El abad Johannes t'Serjacobs († 1423) incluso fue canciller de Brabant y fue uno de los creadores de la Universidad de Lovaina. El abad Goswin Herdinck († 1493) fue enviado del archiduque Maximiliano de Austria. Del 1569 al 1801 la abadía estuvo incorporada como dotación del nuevo arzobisbado de Malinas, de tal manera que los arzobispos pasaron a tomar el puesto del abad regular.

## Enlaces
- Sitio de la abadía de Affligem
- Historia de la Abadía Archivado el 27 de agosto de 2004 en Wayback Machine.

- Datos: Q175033
- Multimedia: Abdij van Affligem / Q175033